# Katashina
Katashina (片品村, Katashina-mura) est un village du district de Tone, dans la préfecture de Gunma, au Japon.

## Géographie

### Situation
Katashina est situé au nord-est de la préfecture de Gunma, au pied du mont Nikkō-Shirane.

### Démographie
Au 1er décembre 2015, la population de Katashina s'élevait à 4 360 habitants répartis sur une superficie de 391,76 km2.